# Distretto di Giro
Il distretto di Giro è un distretto dell'Afghanistan appartenente alla provincia di Ghazni. Viene stimata una popolazione di 18 174 abitanti (stima 2016-17).